# Damage Done
Damage Done är det sjätte albumet av melodisk death metal-bandet Dark Tranquillity från Göteborg. Albumet gavs ut i augusti 2002. Skivan innehåller också videon till "Monochromatic Stains".

## Låtlista
1. "Final Resistance" - 3:03
2. "Hours Passed in Exile" - 4:48
3. "Monochromatic Stains" - 3:40
4. "Single Part of Two" - 3:53
5. "The Treason Wall" - 3:33
6. "Format C: for Cortex" - 4:32
7. "Damage Done" - 3:29
8. "Cathode Ray Sunshine" - 4:16
9. "The Enemy" - 3:58
10. "I, Deception" - 3:57
11. "White Noise/Black Silence" - 4:11
12. "Ex Nihilo" - 4:31

## Banduppsättning
- Mikael Stanne - sång
- Niklas Sundin - gitarr
- Martin Henriksson - gitarr
- Michael Nicklasson - bas
- Anders Jivarp - trummor
- Martin Brändström - keyboard